# Nova Roma
Nova Roma je mezinárodní nezisková organizace, zabývající se římskou historií, náboženstvím a kulturním dědictvím, stejně jako i praktikování římského způsobu života a víry.
Organizaci založili Joe Bloch a William Bradford roku 1998 (neboli MMDCCLI A. U. C., podle římského kalendáře). Struktura organizace připomíná strukturu Římské republiky se senátem, tribuny lidu, konzuly a podobně. Členové si musí zvolit římská jména, pod kterými mohou vystupovat na různých fórech zabývajících se historií Starověkého Říma. Oficiálním jazykem organizace je Latina, spolu s ní je oficiálním jazykem i angličtina, přičemž se lokálně používají i národní jazyky. Mezi hlavní činnosti organizace patří i vystupování na různých historických festivalech (často v historických kostýmech) a návštěva historických památek.
I počítání roků (jak lze vidět u založení organizace) je ovlivněno římskou tradicí. A. U. C. znamená AB URBE CONDITA neboli „od založení Města“ přičemž Městem je pochopitelně míněn Řím. Za datum založení Říma je bráno tradiční datum 21. 4. 753 před křesťanským letopočtem, ovšem pro počítání letopočtu je důležitý jenom rok. Tedy jednoduchým převodem je rok 2000 pro „NovoŘímany“ rokem MMDCCLIII čili 2753.

## Římské náboženství

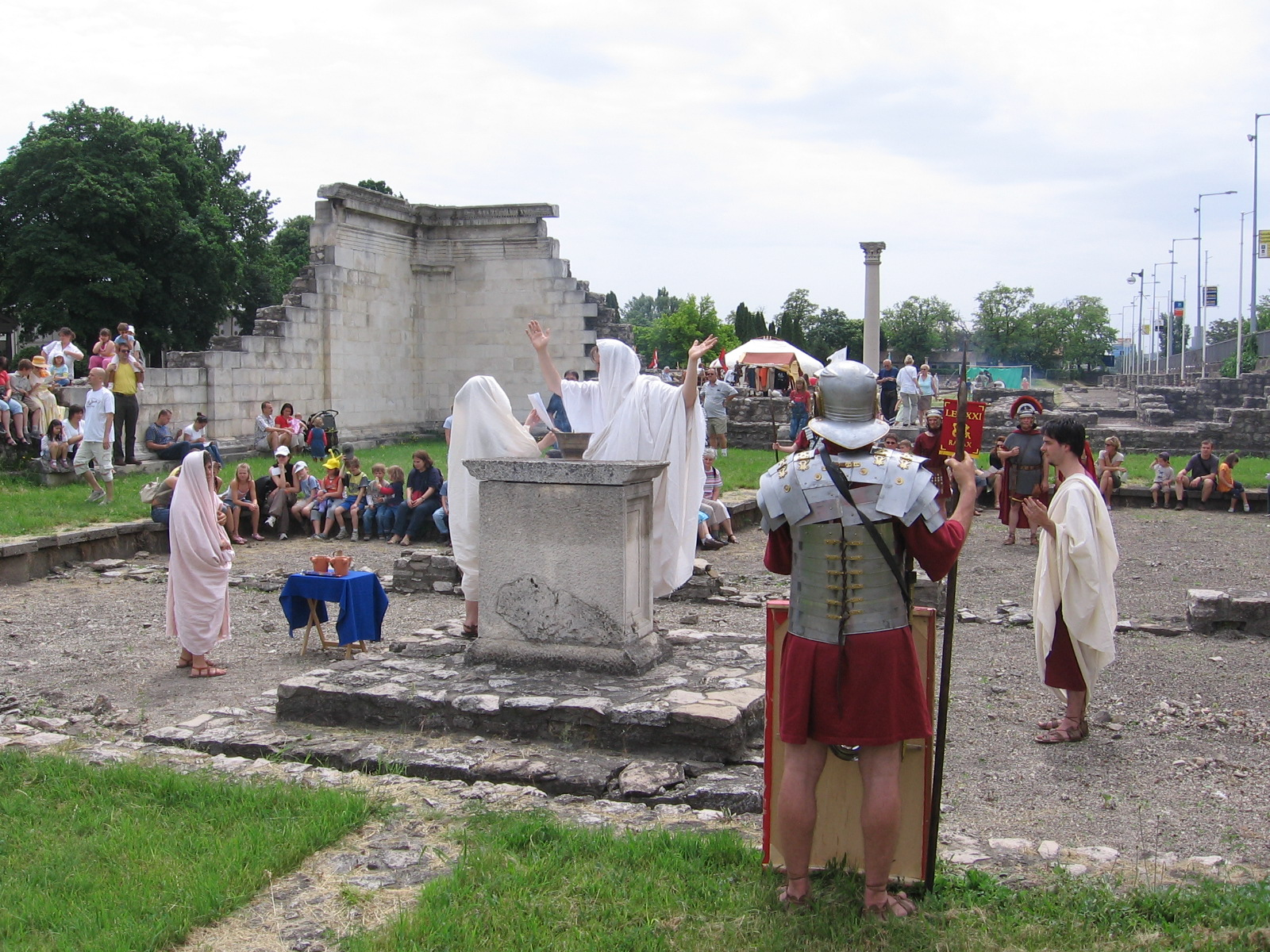
Členové Nova Roma rekonstruují starověké náboženství v Aquincumu (tj. Budapešti), římský svátek Florálie 2008

Nova Roma přijala za své náboženství starých Římanů a to v podobě tzv. státního kultu, ale zároveň respektuje náboženskou svobodu svých členů. Nicméně při vstupu do některé z vyšších funkcí musí přísahat věrnost RELIGIO ROMANA, tj. starořímskému náboženství, a nebo v případě jiného vyznání přísahat respektování RELIGIO ROMANA.

## Administrativní struktura
Administrativní struktura kopíruje strukturu Římské republiky. Zahrnuje tzv. magistráty, kteří jsou volení na 2 roky a senát se stálými členy (jmenují je cenzoři, většinou z vyšších magistrátů).

### Hodnosti magistrátů
- Consul – Nejvyšší funkce, kterou je možno v Nova Roma zastávat, vždy vykonávaná dvěma lidmi (podobně jako v římské republice). Voleni jsou na jeden rok.
- Praetor – něco jako více-consul, úřad zastávaný opět dvěma lidmi současně.
- Censor – dohlížejí na členy, přijímají nové členy a vybírají senátory. Úřad opět zastávaný dvěma lidmi zároveň s kandidaturou na dva roky, mající ovšem vůči sobě posunuté období působnosti, takže se každý rok volí jeden nový censor.
- Aedile – Pod jejich odpovědnost spadají veřejné události jakou jsou hry a jejich opakování. V úřadu Aedila jsou vždy čtyři lidé.
- Quaestor – kontrolují pokladnici a účetnictví, v úřadu je vždy osm quaestorů
- Tribun lidu – mají právo veta v případě, že nějaký zákon či nařízení by bylo v rozporu se zájmy lidu, bývá jich pět.
- Vigintisexviri – větší, 26členná skupina funkcionářů s různými úkoly zabezpečující chod organizace.

### Administrativní členění
Nova Roma je celosvětová organizace, rozdělená na provincie. Každou provincii vede Propraetor, nebo Proconsul. V mnohých provinciích se uskutečňují setkání členů, kteří organizují římské hry (často v dobových kostýmech), existují dokonce vojenské jednotky legionářů, kteří jsou více či méně spojeni s organizací Nova Roma.

## Geografické členění
Zcela v duchu starověkého Říma je i Nova Roma rozdělena na provincie. Jedna provincie se může skládat z jednoho, nebo více států, či naopak může být jeden stát rozdělený na několik provincií. Tyto provincie však nejsou zcela pevně vymezené a Senát Nova Roma může libovolně provincie slučovat nebo rozdělovat v závislosti na situaci v dané oblasti (lex Vedia provincialis).
V současnosti se Nova Roma sestává z 28 provincií, které se rozprostírají téměř po celém světě. Jediné kontinenty, které nenáleží k Nova Roma ani tou nejmenší provincií jsou Afrika a Antarktida.

### Seznam provincií
- Provincia America Austroccidentalis – jihozápad USA
- Provincia America Austrorientalis – jihovýchod USA
- Provincia America Boreoccidentalis – severozápad USA
- Provincia America Medioccidentalis Superior – „středo-sever“ USA
- Provincia Argentina – Argentina
- Provincia Asia Citerior – západní Asie
- Provincia Asia Ulterior – východní Asie
- Provincia Australia – Austrálie
- Provincia Brasilia – Brazílie
- Provincia Britannia – Velká Británie, ale bez Severního Irska
- Provincia California – Kalifornie, Hawaii, Nevada
- Provincia Canada Occidentalis – západ Kanady
- Provincia Canada Orientalis – východ Kanady
- Provincia Dacia – Rumunsko
- Provincia Gallia – Belgie, Francie, Lucembursko a Nizozemsko
- Provincia Germania – Německo, Rakousko a Švýcarsko
- Provincia Hibernia – Irsko, včetně Severního Irska
- Provincia Hispania – Portugalsko a Španělsko
- Provincia Italia – Itálie
- Provincia Lacus Magni – oblast Velkých jezer v USA
- Provincia Marcommannia - Česko a Slovensko
- Provincia Mediatlantica – středovýchod USA
- Provincia Mexico – Mexiko
- Provincia Nova Britannia – severovýchod USA
- Provincia Pannonia – Maďarsko
- Provincia Sarmatia – Ukrajina, Bělorusko a Rusko
- Provincia Thule – Dánsko, Norsko, Finsko, Švédsko a Island
- Provincia Venedia – Polsko